# Kosma Medyceusz Starszy
Kosma I Medyceusz (27 września 1389, Florencja – 1 sierpnia 1464) – pierwszy znaczący przedstawiciel rodu Medyceuszów, władca Florencji. Starszy syn Jana Medyceusza i Piccardy de Bueri.
Jego rodzina mieszkała w domu przy Piazza del Duomo, ojciec założył bank, który w 1410 roku był potężną instytucją.
Kosma miał dwóch braci, Wawrzyńca i Piotra-Franciszka, który urodził się w 1431 roku.
Był u progu wyprawy odkrywczej. Jego bliski przyjaciel, Niccolò Niccoli, namawiał go, by przyłączył się do niego i razem wyruszyli na Wschód, ale ojciec Kosmy nie wydał na to zgody i syn zastosował się do woli rodzica.
Kosma był humanistą. Niezwykle interesował się kulturą oraz nauką i w dużym stopniu zawdzięczamy mu zainicjowanie renesansu. 
Chociaż sam nie podróżował, płacił innym, aby odzyskiwali z dalekich miejsc wszystko, co się dało odszukać. Jego wnuk, Lorenzo Medici, obliczył, że Kosma wydał na mecenat olbrzymią sumę ponad 600 000 florenów. Jego wsparcie finansowe otrzymali Michelozzo, Donatello, Filippo Brunelleschi, Paolo Uccello, Filippo Lippi i inni malarze włoskiego Renesansu. Zlecił i sfinansował wzniesienie we Florencji Pałacu Medyceuszy.
Rodzina Medyceuszy miała wrogów. Między nimi a innymi wielkimi rodami Włoch trwała rywalizacja. Rodzina Albizzich usiłowała zamordować Kosmę, a gdy to się nie udało, zdołała doprowadzić do jego uwięzienia w 1433 roku zamienionego na wygnanie i konfiskatę majątku. Kosma przewidział to jednak i przezornie przetransferował swój majątek do Wenecji. Kiedy władze Florencji zdały sobie z tego sprawę, zaprosiły Kosmę do powrotu do miasta. Kosma powrócił do Florencji i zdobył wielką władzę oraz wpływy. Przez kolejne trzydzieści lat był faktycznym, chociaż nie tytularnym, przywódcą Florencji. Jego władza opierała się na zapewnieniu, poprzez takie działania jak obniżanie podatków dla wybranych grup, prowadzenie prac publicznych czy mecenat, przewagi swoich zwolenników we władzach miejskich.
Po śmierci otrzymał tytuł Pater Patriae, "Ojca Ojczyzny", który został wyryty na jego grobowcu w bazylice św. Wawrzyńca.
Był znany również jako Kosma Starszy lub Kosma Ojciec Ojczyzny.
W 1416 ożenił się z Contessiną de Bardi (córką Jana, hrabiego Vernio, i Emilii Pannocchieschi). Para miała 2 dzieci:
- Piotra (1416–1469), następcę ojca
- Jana (1421–1463), zmarłego bezdzietnie.

Na kartach historii zasłynął jako twórca potęgi rodu Medyceuszów.